# Ca l'Aldrofeu
Ca l'Aldrofeu, Cal Vigilant o Can Mas, és una obra de Palafolls (Maresme) protegida com a Bé Cultural d'Interès Local.

## Descripció
Coneguda històricament com a Can Mas o Cal Vigilant, aquesta masia es troba entre el Mas Roig i Can Sureda. La seva planta és rectangular i té una teulada a dues aigües. Destaquen les tres finestres gòtiques trevolades de la façana principal i el portal adovellat de mig punt.
Actualment és propietat de Joan Aldrufeu, empresari agrícola de Palafolls que hi va construir 5.000 m2 d'hivernacles.